# 白斑猎蛛
白斑猎蛛（学名：Evarcha albaria）为跳蛛科猎蛛属的动物。分布于蒙古、朝鲜、日本、中国大陆、越南及印度等地，一般栖息于草丛及灌丛。